# Marianne Jahn
Marianne Jahn, verheiratete Nutt (* 14. Dezember 1942 in Zürs; † 30. Juli 2025), war eine österreichische Skirennläuferin. Zu Beginn der 1960er-Jahre gehörte sie zu den besten Slalom- und Riesenslalomläuferinnen und wurde 1962 Weltmeisterin in diesen Disziplinen.

## Karriere
Marianne Jahn wuchs als Tochter eines Bäckermeisters in Zürs am Arlberg auf. Ebenso wie ihre fünf Geschwister begann sie schon als Kind mit dem Skilauf, wo sich schon bald ihr großes Talent, vor allem in den technischen Disziplinen, zeigte. Jahn wollte eigentlich Krankenschwester werden, brach die Schule aber zugunsten des Skisports ab. Im ÖSV wurde man auf die junge Vorarlbergerin aufmerksam, als sie 1958 im Film „Der schwarze Blitz“ als Double von Maria Perschy an der Seite von Toni Sailer auftrat.
In der Saison 1959/60 wurde Jahn in den ÖSV-Kader aufgenommen. Nach mehreren guten Resultaten, unter anderem den sechsten Platz im Slalom von Grindelwald mit der hohen Startnummer 88, konnte sie auch bei den Olympischen Winterspielen 1960 in Squaw Valley im Slalom starten. Nachdem sie im ersten Durchgang auf dem ausgezeichneten zweiten Platz gelegen war, wurde sie im zweiten Lauf nach einem Sturz kurz vor dem Ziel disqualifiziert. Im weiteren Saisonverlauf feierte die 17-Jährige ihre ersten Siege und gewann zum Beispiel die Kombination im Harriman Cup in Sun Valley sowie den Slalom und die Kombination bei den berühmten Arlberg-Kandahar-Rennen in Sestriere. Im Dezember 1960 verletzte sich Jahn bei einem Sturz in Val-d’Isère und musste mehrere Wochen pausieren. Danach gewann sie aber sämtliche weiteren Slalomrennen der Saison und konnte auch ihren Slalomsieg bei den Arlberg-Kandahar-Rennen wiederholen. 1961 wurde sie österreichische Meisterin im Riesenslalom.
Die Saison 1961/62 begann mit weiteren Siegen, unter anderem in den Slalomrennen von Oberstaufen (Staufenpokal), Grindelwald (SDS-Rennen) und Bad Gastein (Silberkrugrennen), womit sie zu den Topfavoriten bei den Weltmeisterschaften 1962 im französischen Chamonix zählte. Dort wurde sie den hohen Erwartungen vollauf gerecht und feierte die größten Erfolge ihrer Karriere. Bereits im ersten Bewerb, dem Riesenslalom, gewann die 19-Jährige mit sieben Hundertstelsekunden Vorsprung auf ihre Teamkollegin Erika Netzer ihre erste Goldmedaille. Die zweite Goldene folgte drei Tage später im Slalom, wo sie mit fast 1,5 Sekunden Vorsprung auf die Französin Marielle Goitschel ins Ziel kam. Mit dem 22. Rang in der Abfahrt erreichte sie auch noch den zweiten Platz in der Kombination hinter Goitschel und vor Netzer.
In der Saison 1962/63 setzte Jahn ihre Siegesserie fort und gewann neben anderen Wettbewerben auch den Slalom und den Riesenslalom des Goldschlüsselrennens im Montafon und wurde Österreichische Meisterin im Slalom. Am 27. April 1963 heiratete sie in Balzers, dem Heimatort ihres Ehemannes Freddy Nutt, und brachte im Herbst ihre erste Tochter zur Welt (drei weitere folgten nach ihrer Karriere). Daher ging sie mit deutlichem Trainingsrückstand in die Saison 1963/64, wo sie in Folge nicht ihre gewohnten Leistungen erbringen konnte und keinen Podestplatz erreichte.
Bei den Olympischen Winterspielen 1964 in Innsbruck blieb sie ebenfalls erfolglos. Im Slalom schied sie im ersten Durchgang aus, im Riesenslalom belegte sie nur Platz 13. Nach den Spielen gelangen ihr zwar noch einige gute Ergebnisse, dennoch gab sie nach der Saison im Alter von nur 21 Jahren ihren Rücktritt vom Skirennsport bekannt.
Im Juli 2025 starb Marianne Jahn 82-jährig.

## Erfolge

### Olympische Winterspiele
- Innsbruck 1964: 13. Riesenslalom

### Weltmeisterschaften
- Chamonix 1962: 1. Slalom, 1. Riesenslalom, 2. Kombination, 22. Abfahrt
- Innsbruck 1964: 13. Riesenslalom

### Österreichische Meisterschaften
- Zweifache österreichische Meisterin (Riesenslalom 1961, Slalom 1963)